# 弗里德里希·艾伯特·朗格
弗里德里希·阿尔伯特·朗格（德語：Friedrich Albert Lange，1828年9月28日—1875年11月23日），德国的新康德主义哲学家和社会主义者。他在杜伊斯堡、苏黎世、波恩接受过教育，在那里他发现他在体操方面和在学术方面同样表现出色。

## 经历
出生于索林根附近的瓦尔德（Wald），他是神学家约翰·彼得·朗格的儿子。
1. ↑  Carl Beck Sachs, The Collapse of Transcendence in Nietzsche's Middle Period, University of California, San Diego, 2005, p. 34.
2. ↑  Friedrich Albert Lange （页面存档备份，存于） entry at the 史丹佛哲學百科全書 by Nadeem J. Z. Hussain